# Checker Can
Checker Can [ˈtʃekəʳ ˈdʒɑn] ist eine deutsche Fernseh-Wissenssendung für Kinder.

## Allgemeines und Moderation
Sie wird von der megaherz film und fernsehen GmbH im Auftrag des BR für Das Erste und KiKA produziert. Moderator und Namensgeber der Sendung ist der aus Oldenburg stammende Fachjournalist Can Mansuroglu. Checker Can richtet sich vor allem an Kinder im Grundschulalter und erklärt Fragen aus dem täglichen Umfeld. Die erste Sendung wurde am 1. Oktober 2011 ausgestrahlt. Bis 2013 wurden 56 Folgen à ca. 25 Minuten Sendezeit produziert. Begleitend zur Sendung gibt es den dreiminütigen Quick-Check, in dessen Rahmen Mansuroglu je drei Fragen beantwortet, die Kinder ihm stellen.
Ab dem 21. September 2013 ging Tobias Krell als Checker Tobi neben Can Mansuroglu auf Sendung und ab März 2018 Julian Janssen als Checker Julian.
Am 14. Oktober 2023 ging außerdem Marina Blanke als Checkerin Marina auf Sendung.

## Auszeichnungen
2012 erhielt die Sendung den Kinder-Medien-Preis des Münchner Filmfests, im selben Jahr wurde das Format für den Grimme-Preis nominiert.

## Folgen
1. Der Ziegen-Check
2. Der Hygiene-Check
3. Der Weihnachts-Check
4. Der Eis-Sicherheits-Check
5. Der Kaffee-Check
6. Der Skisprung-Check
7. Der Biathlon-Check
8. Der Theater-Check (nominiert für den „Sonderpreis Kultur“ des Landes Nordrhein-Westfalen im Rahmen der Grimme-Preis-Verleihung 2012)[9]
9. Der Schuh-Check
10. Der Christkind-Check
11. Der Tasteninstrumente-Check
12. Der Was-auf-den-Kopf-kann-Check
13. Der Was-man-mit-der-Stimme-machen-kann-Check
14. Der Schlagzeug-Check
15. Der Flughafen-Check
16. Der Wie-wird-man-Polizist-Check
17. Der Grünzeug-Check
18. Der Wolkenkratzer-Check
19. Der Gase-Check
20. Der Affen-Check
21. Der Pferde-Check
22. Der Bauernhof-Check
23. Der Müll-Check
24. Der Hallig-Check
25. Der Wer-passt-auf-im-Hafen-Check
26. Der Ozeanriesen-Check
27. Der Sing-Check
28. Der Energie-Check
29. Der Tanz-Check
30. Der Skipisten-Check
31. Der Bergwacht-Check
32. Der Schlitten-Check
33. Der Faschings-Check
34. Der Handicap-Check
35. Der Puppen-Check
36. Der Oster-Check
37. Der Zahn-Check
38. Der Fahrrad-Check
39. Der Auto-Check
40. Der Salz-Check
41. Der Feuerwehr-Check
42. Der LKW-Check
43. Der Alm-Check
44. Der Steinzeit-Check
45. Der Survival-Check
46. Der Wetter-Check
47. Der Zug-Check
48. Der Rathaus-Check
49. Der Fritten-Burger-Cola-Check
50. Der Skateboard-Check
51. Der Blaulicht-Check
52. Der Holz-Check
53. Der Blasinstrumente-Check
54. Der Glas-Check
55. Der ABC-Check
56. Der Erntedank-Check

## Quick-Checks
1. Warum fliegt ein Heißluftballon?
2. Warum gibt es beim Fußball gelbe und rote Karten?
3. Warum heißt der Mitesser Mitesser?
4. Warum ist der Fußball schwarz-weiß?
5. Warum können Papageien sprechen?
6. Warum muss man sich warm anziehen?
7. Was ist Bimsstein?
8. Was ist der Unterschied zwischen Rhythmus und Takt?
9. Was ist Digitalis?
10. Was ist ein Apfelwickler?
11. Was ist eine Milchmädchenrechnung?
12. Was ist ein Pfefferfresser?
13. Was ist Knallgas?
14. Wer hat den Kompass erfunden?
15. Wer hat die Currywurst erfunden?